# NK Kućanci
NK Kućanci su nogometni klub iz Kućanaca u općini Magadenovac, a nedaleko Donjeg Miholjca u Osječko-baranjskoj županiji.
NK Kućanci je član Nogometnog središta D. Miholjac te Županijskog nogometnog saveza Osječko-baranjske županije. 

## Povijest
Klub je osnovan 1963. pod imenom NK "Budućnost" i postajao je do Domovinskog rata 1991. 1994. klub se je reaktivirao ali pod nazivom NK "Jarak" da bi 2004. promijenio u sadašnji naziv NK "Kućanci". Posljednjih godina klub puno ulaže u školu nogometa gdje okuplja puno djece iz sela i okolice, te u natjecanju konstantno imaju ekipe pionira i juniora 

## Uspjesi kluba
- 2010./11. prvaci 3. ŽNL Osječko-baranjske Liga NS D. Miholjac
- 2021./22. prvaci 3. ŽNL Osječko-baranjske Liga NS Našice/NS D. Miholjac

## Vanjske poveznice
- Službena stranica Općine Magadenovac